# Botho von Gamp
Botho Freiherr von Gamp-Massaunen (* 4. Mai 1894 in Berlin; † August 1977 in Stockach) war ein deutscher Maler und Grafiker.

## Leben und Werk
Botho von Gamp war ein Sohn des Oberregierungsrats Carl Freiherr von Gamp-Massaunen, Gutsbesitzer auf Massaunen im Kreis Friedland, und seiner Frau Clara Bayer, einer Tochter des Gründers der Bayer-Farbenwerke, Friedrich Bayer. Botho wuchs in Berlin auf. Er hatte zwei Schwestern, Ilse und Hildegard, die schon vor dem Ableben des Vaters zu Anwärterinnen von Nebengütern des Herrenhauses Hebron-Damnitz (Reg.-Bez. Köslin) sowie Worienen mit Glomsienen (Krs. Stolp-Pommern) ernannt wurden. Beide Mädchen heirateten bürgerliche Ehepartner.
Zum Malstudium zog er zunächst 1913 nach München und später nach Paris. Hier ergab sich eine enge Freundschaft mit Max Pechstein und Henri Matisse mit folgender Hinwendung zum Impressionismus.
Seit 1918 als Erbe seines Vaters war Botho von Gamp Gutsbesitzer in Massaunen, im ostpreußischen Kreis Bartenstein. Das Rittergut Massaunen beinhaltete um 1932, also nach der großen Wirtschaftskrise, 1054 ha. Davon waren 425 ha Waldbestand. Als Gutsverwalter fungierte für ihn der Administrator Kahsnitz. Etwa zeitgleich lebte Gamp in der Berliner Fasanenstraße.
Mindestens von 1928 bis 1943 stand er, sicher aus dem Agieren heraus und umfangreichen Vermögen seines Vaters erklärbar, dokumentiert im Jahrbuch des Vermögens und Einkommens der Millionäre in Preußen. [1912] erklärbar, über den Halleschen Bankverein von Kulisch, Kaempf & Co. Kommanditgesellschaft auf Aktien im gesellschaftlichen Kontext mit den A. Riebeck’sche Montanwerken, respektive nachfolgend indirekt dadurch mit den I.G. Farben.
1950 kehrte er nach Deutschland zurück, wo er sich in Bad Schachen am Bodensee niederließ. Zugleich richtete er sich ein zweites Atelier in Forio auf Ischia ein.
Freundschaftlich eng verbunden war Botho von Gamp seit den 1970er Jahren auch mit dem Galeristen Horst Kaiser, der ihn über die Galerie Apfelbaum regelmäßig auf internationalen Kunstmessen vertrat. 1976 veröffentlichte Karl-Georg von Stackelberg ein Porträt über den Künstler mit dem Titel „Der Maler Botho von Gamp“. 1984 erschien postum in Verlag der Galerie Apfelbaum ein umfangreicher Katalog mit Texten des Kunsthistorikers Gerd Presler, der auf 120 Seiten das Gesamtwerk des Künstlers beleuchtete.